# Glypta prolixa
Glypta prolixa är en stekelart som beskrevs av Dasch 1988. Glypta prolixa ingår i släktet Glypta och familjen brokparasitsteklar. Inga underarter finns listade i Catalogue of Life.